# بانتری
بانتری (به انگلیسی: Bantry) یک منطقهٔ مسکونی در ایرلند است که در شهرستان کورک واقع شده‌است. بانتری ۳٬۳۴۸ نفر جمعیت دارد.